# C18H12CrN3O6
化学式C18H12CrN3O6（Mr= 418.31 g/mol）可以指：
- 烟酸铬，CAS号：64452-96-6
- 吡啶-2-甲酸铬，CAS号：14639-25-9